# Bartolomeu de Gusmão

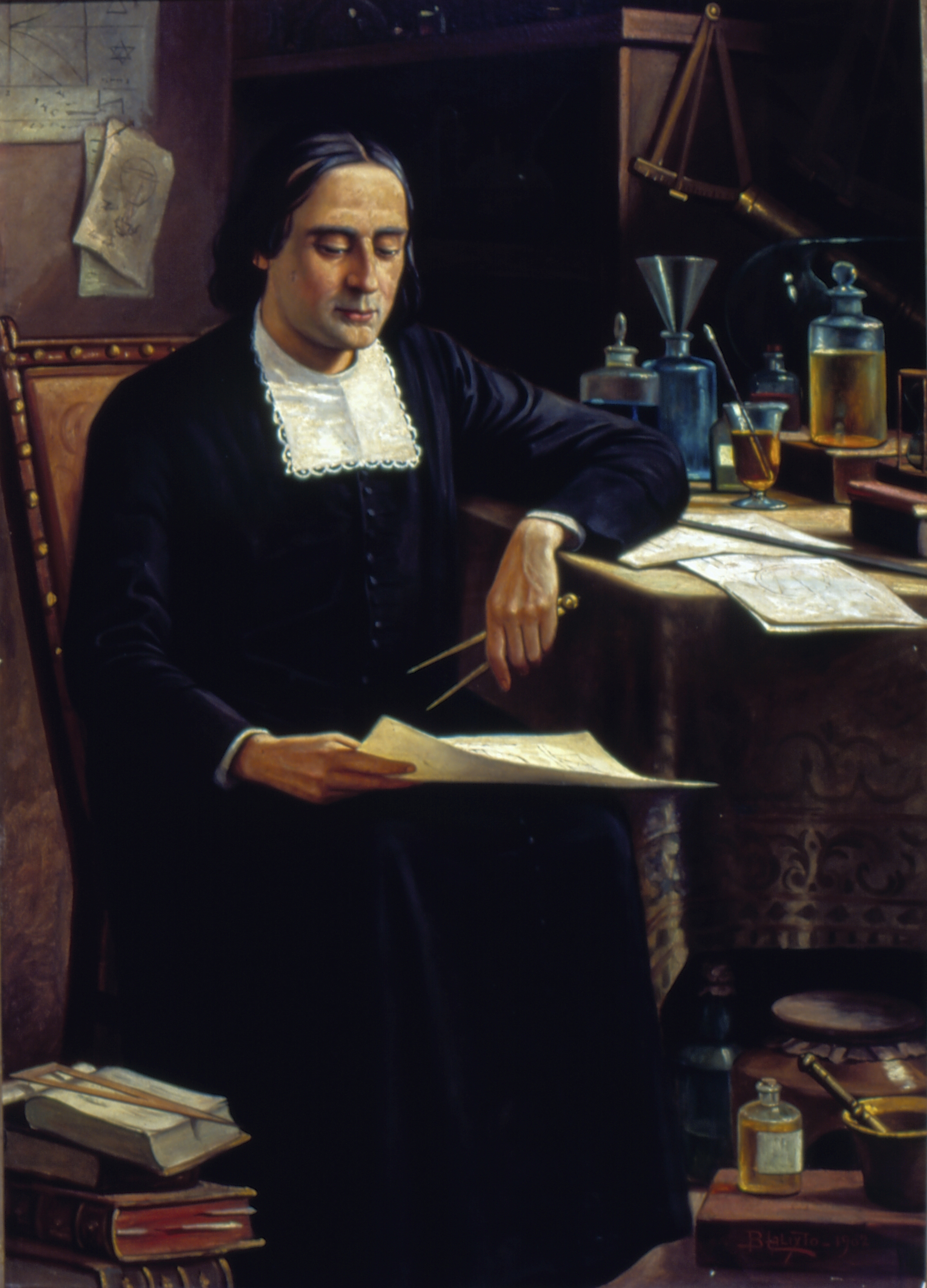
Bartolomeu Lourenço de Gusmão, gemalt von Benedito Calixto (1853–1927)

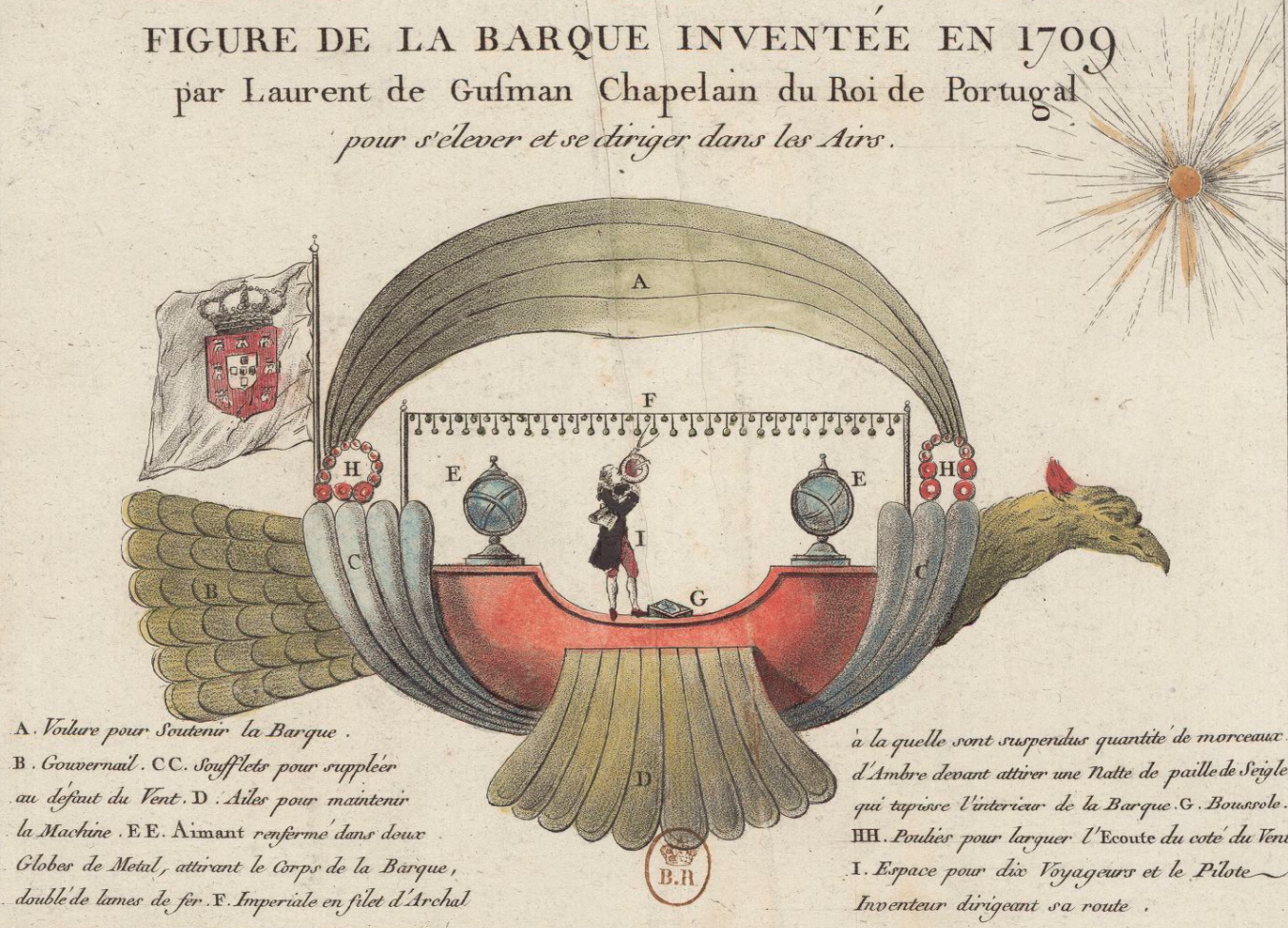
Die Passarola, zeitgenössische Darstellung

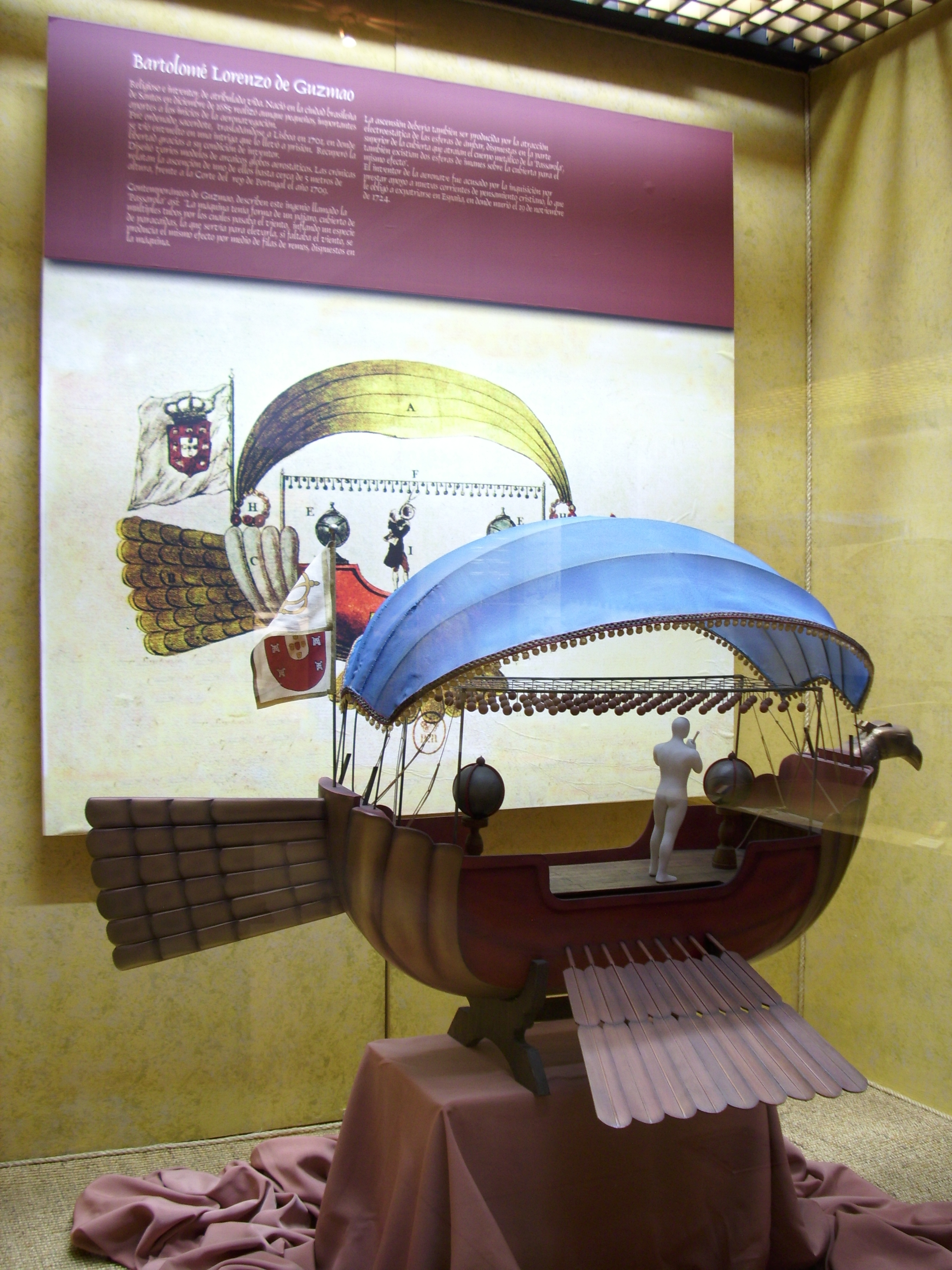
Modell im Maßstab 1:10 der Passarola im Museo Nacional Aeronáutico y del Espacio in Chile

Bartolomeu Lourenço de Gusmão (* ca. 17. Dezember, getauft 19. Dezember 1685 in Santos, Brasilien; † 18. November 1724 in Toledo, Spanien), auch Gusman oder Guzman genannt, war ein Jesuitenpater, Naturwissenschaftler und Erfinder aus der damaligen portugiesischen Kolonie Brasilien, der 1709 den Prototyp eines Luftschiffs entwickelte und als Padre Voador („Fliegender Pater“) zu den Pionieren der Luftfahrt zählt. König Johann V. erteilte de Gusmão das erste nachweisbare Luftschiffpatent.

## Biographie

### Frühe Jahre
Gusmão wurde als viertes von zwölf Kindern des leitenden Gefängnisarztes (chirurgien en chef des prisons), Francisco Lourenco Rodrigues in Santos, einer Hafenstadt an der brasilianischen Atlantikküste, geboren; Bartolomeu wurde, wie sein jüngerer Bruder Alexandre, nach dem Paten, dem Jesuiten, Schulrektor und Wissenschaftler Alexandre Gusmão (1629–1724), benannt. Die Geschwister traten fast alle in den Dienst der Kirche (u. a. Jesuiten-, Franziskaner-, Karmeliterorden). Gusmão begann seine Ausbildung im nahe gelegenen Colegio São Miguel in São Vicente; anschließend besuchte er bis zum Jahr 1699 das Jesuitenseminar in Belém, Bezirk Cachoeira, wo er durch die Erfindung einer Wasserleitung (vermutlich ein Wasserwidder) für das Kolleg und sein gutes Gedächtnis Aufsehen erregte. In Salvador da Bahia, der damaligen Hauptstadt Brasiliens, trat er in den Jesuitenorden ein, verließ das Land jedoch 1701 mit dem Ziel Lissabon, wo er im Haus des einflussreichen Hofmannes und Förderers der Wissenschaften, Rodrigo Anes de Sá Almeida e Menezes, Marques de Fontes (1676–1733), wohnte, der – wie auch König Johann V. – seine Geistesgaben schätzte und ihn bei seinen weiteren Aufenthalten förderte.
Als erster Brasilianer reichte er 1705 mit Unterstützung seines Paten ein Patent auf seine Erfindung der Wasserleitung ein, das ihm 1707 bewilligt wurde. 1708 reiste er erneut nach Portugal, um an der Universität Coimbra mit den Schwerpunkten Sprachen und Mathematik seine Studien fortzusetzen; seinen Abschluss machte er erst 1720 als Doktor des Kirchenrechts. Mit 21 Jahren soll er bereits das Italienische, Französische, Lateinische, Griechische und Hebräische beherrscht haben und einer der besten Prediger Lissabons gewesen sein.

### Gusmãos Flugmaschine, die Flugexperimente von 1709
1709 erhielt er ein Patent für eine „Maschine, mit der man durch die Luft fahren kann“, eine Art Ballon oder besser Luftschiff, „Passarola“ genannt (port. großer Vogel) dessen Vorführungen in Lissabon – wenn man späteren Berichten glauben darf – Volksaufläufe verursachten und das durch teilweise fantastisch ausgeschmückte Abbildungen im europäischen Ausland Aufsehen erregte. Aus Angst vor Plagiat und Beschädigung erhielt nur der erstgeborene Sohn des Marques, der 14-jährige Joaqim Francisco, Zugang zu dem Fluggerät; von ihm stammen auch die – teils angeblich absichtlich irreführenden – Skizzen.
Ob das zugrundeliegende Prinzip der Auftrieb warmer Luft war, die, wie bei der 80 Jahre später erfolgten Erfindung der Gebrüder Montgolfier, durch ein mitgeführtes Feuer erzeugt wurde, ist letztlich unklar. Auch die Details der Funktion und genaues Aussehen der Fluggeräte sind bis heute umstritten bzw. unbekannt; nach den vorliegenden Beschreibungen und Aufzeichnungen soll der projektierte Ballon wie ein Schiff, das einem Vogel ähnelt, gestaltet gewesen sein. So zeigt ihn auch die oben angeführte Abbildung, die seinem Patentantrag aus dem Jahre 1709 entstammt; die dort sichtbaren Kugeln (arcanum attractionis continentes, d. h. „das Geheimnis der Anziehung beinhaltend“) sollen nach Gusmãos Worten Magneten (magnetes sunt inclusi) enthalten haben, die kleineren Kugeln Bernstein (succinorum repleta). Sie erinnern freilich an die bereits vom italienischen Jesuitenpater Francesco Lana de Terzi um 1670 ins Spiel gebrachten großen, luftverdünnten Hohlkugeln, die das Emporsteigen in die Luft ermöglichen sollten.
Das abgebildete, in der Patentanmeldung beschriebene Fluginstrument sollte 10–11 Personen tragen; zu einem bemannten Flug ist es freilich niemals gekommen.

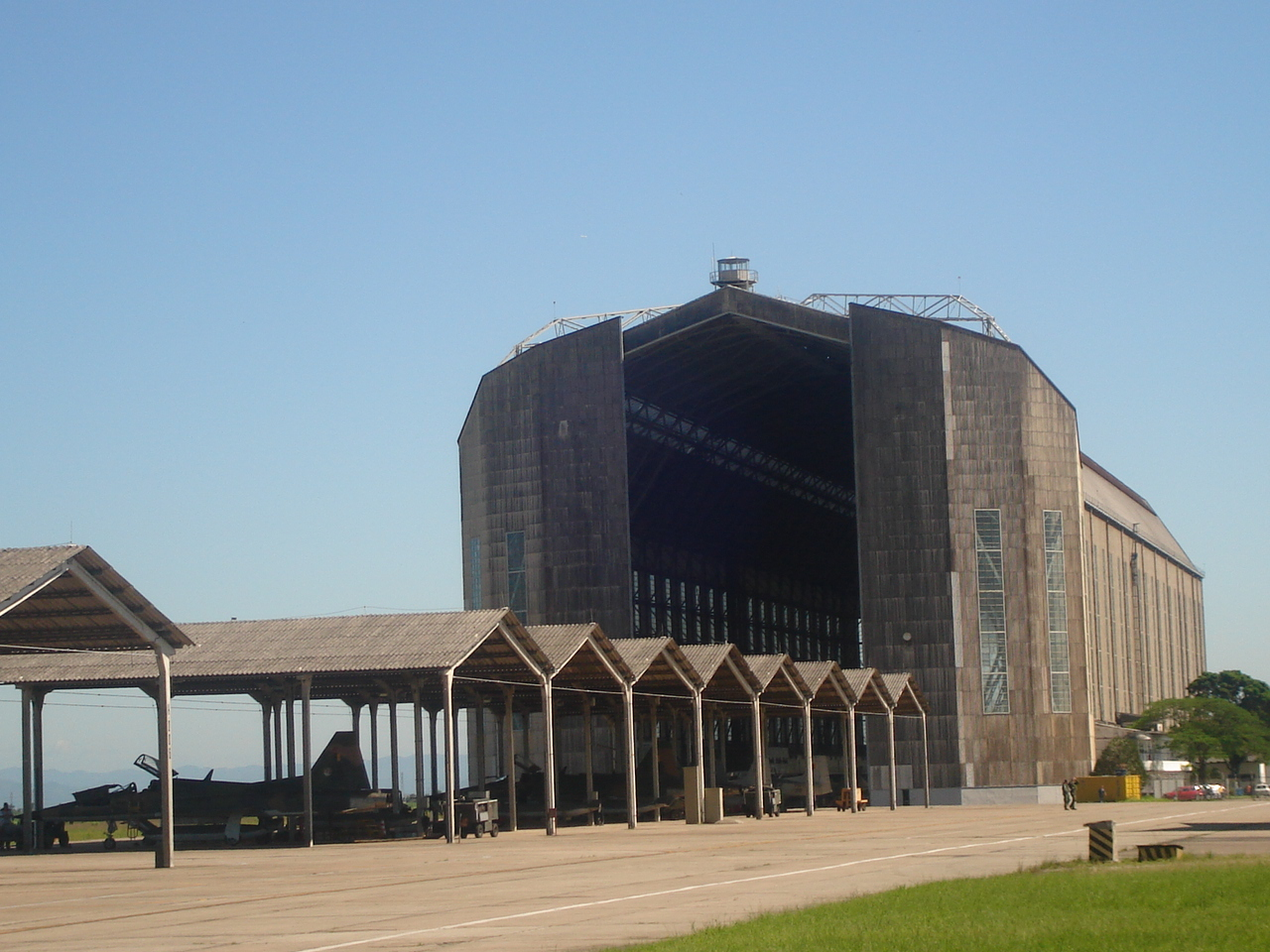
Luftschiff-Hangar des ehemaligen Bartolomeu-de-Gusmão-Flughafens in Rio de Janeiro

Im Laufe des August 1709 veranstaltete Gusmão in Anwesenheit des Hofes fünf zum Teil erfolgreiche Flugversuche mit Start, Flug und Landung kleinerer Ballons; am 3. Oktober hob vor mehreren Zeugen in der Casa da Índia ein größeres Fluggerät ab, das zwar ungesteuert starten, fliegen und landen, aber ebenfalls noch keine Person befördern konnte. Diese Versuche überzeugten jedoch nicht, da die Flugapparate als Spielerei angesehen wurden – schließlich konnten sie nicht gesteuert werden –, ja sie galten sogar als gefährlich, da sie leicht Brände auslösen konnten. Gusmão entschloss sich daher, ein größeres Modell, diesmal mit Besatzung, zu bauen. Zur Finanzierung der nötigen Mittel bereiste er zwischen 1713 und 1716 Nordeuropa; in Holland ließ er sich 1713 eine Schiffspumpe registrieren, in Paris half ihm sein jüngerer Bruder Alexandre, der ihn 1715 nach Portugal begleitet hatte und inzwischen in Paris als Sekretär des portugiesischen Botschafters tätig war.

### Weitere Karriere, Verfolgung und Tod
Zurück in Portugal, legte Gusmão die Priesterweihe ab; obwohl zum Hofmann, Königlichen Kapellan und Mitglied der Akademie ernannt, sah er sich einer Klage durch die Inquisition ausgesetzt, die ihn der Sympathien für die so genannten Neu-Christen (zum Christentum zwangsbekehrte Juden) bezichtigte, so dass er sich 1724 zur Flucht nach Spanien gezwungen sah, auf der ihn einer seiner Brüder begleitete. Der Vorwurf der heimlichen Begünstigung von Juden, ja der Verdacht, selber Jude geworden zu sein, wurde ihm nun aber auch in Spanien gemacht; man hielt ihm zudem Mystizismus, messianisches Sendungsbewusstsein und Größenwahn vor. In Toledo schwer erkrankt, starb Gusmão am 18. November 1724 im Alter von 38 Jahren im Elend im Hospital de Misericórdia. Sein Leichnam wurde in der Kirche von San Roman beigesetzt; die sterblichen Überreste überführte man 1856 nach Brasilien, wo sie seit 2004 in der Kathedrale von São Paulo ruhen.

## Nachleben, Wirkung
- Gusmãos Experimente gehören zwar ins Umfeld der damals blühenden „Projekte“, bilden jedoch ein wichtiges Glied in der Kette der Innovationen, die bis heute nachwirken; seine erfolgreichen Flugversuche wirkten auf die Fantasie der Zeitgenossen und machen ihn bis heute zu einem Pionier der Luftfahrt.
- Zwischen 1931 und 1937 flog die Deutsche Lufthansa (Lufthansa nach 1933) regelmäßig mit Luftschiffen zwischen Deutschland und Brasilien. Der für die Starrluftschiffe LZ 127 Graf Zeppelin und LZ 129 Hindenburg gebaute Flughafen trug von 1936 bis 1941 Gusmãos Namen. Heute ist es die Basis Santa Cruz der brasilianischen Luftstreitkräfte.
- In Lissabon ist die Straße, die vom Kastell in die Stadt hinab führt, nach ihm benannt, in seinem Geburtsort Santos ein Abschnitt der Strandpromenade.

## Bartolomeu de Gusmão als Romanfigur
- In dem 1982 erschienenen Roman Memorial do Convento (dt. Das Memorial, 1986) von José Saramago spielt Bartolomeu de Gusmão eine zentrale Rolle.
- Im romantisch-komödienhaften Versdrama Cyrano de Bergerac (frz. 1897) von Edmond Rostand (1868–1918) klingt das Motiv des Mondschiffers nach.
- In dem Roman Passarola Rising von Azhar Abidi aus dem Jahr 2006 ist Gusmão die Hauptfigur.

## Schriften
- Varios modos de esgotar sem gente as naus que fazem agua. Lissabon 1710. – Auf lat. und port.